# وادي عبيثران
وداي عبيثران هو أحد أشهر الأودية بمحافظة ثادق في المملكة العربية السعودية. يعرف الوادي بأنه كان أحد مصادر المياه للمحافظة و ينتهي عند سد ثادق، تكثر الأشجار الكثيفة في الوادي، ويُعد من الأماكن التي يقصدها الأهالي للترويح عن النفس والاستمتاع بجمال الطبيعة.
تم إنشاء طريق مزفلت جديد يقطع وادي عبيثران و يختصر المسافة بين الرياض و ثادق، كما قامت بلدية ثادق بتطوير مدخل المحافظة.
يذكر أن الطريق المزفلت (المعبد) تعرض لعدة (سيول) قطعت مساره أكثر من مرة، مما استدعى إجراء تعديلات وتطويرات متكررة.وكانت آخر أعمال التطوير عبارة عن بناء عبارات خاصة لتصريف مياه السيول.